# Idionotus
Idionotus is een geslacht van rechtvleugeligen uit de familie sabelsprinkhanen (Tettigoniidae). De wetenschappelijke naam van dit geslacht is voor het eerst geldig gepubliceerd in 1894 door Scudder.

## Soorten
Het geslacht Idionotus omvat de volgende soorten:
- Idionotus brunneus Scudder, 1901
- Idionotus incurvus Rentz & Birchim, 1968
- Idionotus lundgreni Rentz & Birchim, 1968
- Idionotus similis Caudell, 1934
- Idionotus siskiyou Hebard, 1934
- Idionotus tehachapi Hebard, 1934
- Idionotus tuolumne Hebard, 1934